# Liste der Biografien/Schob
Liste der Biografien |
Portal Biografien |
Personensuche
# |
A |
B |
C |
D |
E |
F |
G |
H |
I |
J |
K |
L |
M |
N |
O |
P |
Q |
R |
S |
T |
U |
V |
W |
X |
Y |
Z |
?
 
Sa |
Sb |
Sc |
Sd |
Se |
Sf |
Sg |
Sh |
Si |
Sj |
Sk |
Sl |
Sm |
Sn |
So |
Sp |
Sq |
Sr |
Ss |
St |
Su |
Sv |
Sw |
Sy |
Sz
 
Sca–Sce |
Sch |
Sci–Scz
 
Scha |
Schc |
Schd |
Sche |
Schg |
Schi |
Schj |
Schk |
Schl |
Schm |
Schn |
Scho |
Schp |
Schr |
Schs |
Scht |
Schu |
Schv |
Schw |
Schy
 
Schoa |
Schob |
Schoc |
Schod |
Schoe |
Schof |
Schog |
Schoh |
Schoi |
Schok |
Schol |
Schom |
Schon |
Schoo |
Schop |
Schor |
Schos |
Schot |
Schou |
Schov |
Schow |
Schoy
Die Liste der Biografien führt alle Personen auf, die in der deutschsprachigen Wikipedia einen Artikel haben. Dieses ist eine Teilliste mit 140 Einträgen von Personen, deren Namen mit den Buchstaben „Schob“ beginnt.

## Schob
- Schöb, Carlo (* 1953), Schweizer Jazzmusiker
- Schob, Franz (1877–1942), deutscher Nervenarzt und Psychiater sowie Hochschullehrer an der TH Dresden
- Schöb, Ronnie (* 1962), deutscher Ökonom, Professor für Volkswirtschaftslehre
- Schob-Lipka, Ruth (1928–2011), deutsche Opernsängerin (Mezzosopran)

### Schobb
- Schobben, Willy (1915–2009), niederländischer Jazz- und Unterhaltungsmusiker (Trompete, Komposition) und Orchesterleiter

### Schobe
- Schobel, Aaron (* 1977), US-amerikanischer American-Football-Spieler
- Schöbel, Anita (* 1969), deutsche Mathematikerin und Hochschullehrerin
- Schobel, Armin (1895–1978), österreichischer Ingenieur und Hochschullehrer
- Schöbel, Emmanuel Johann (1824–1909), böhmischer römisch-katholischer Geistlicher, Bischof von Leitmeritz (1882–1909)
- Schöbel, Frank (* 1942), deutscher Schlagersänger, Komponist, Musikproduzent, Autor und Schauspieler
- Schöbel, Franz (* 1956), deutscher Skilangläufer
- Schöbel, Georg (1858–1928), deutscher Maler und Illustrator
- Schöbel, Gunter (* 1959), deutscher Archäologe, Museumsdirektor und HochschullehrerGunter Schöbel (* 1959)

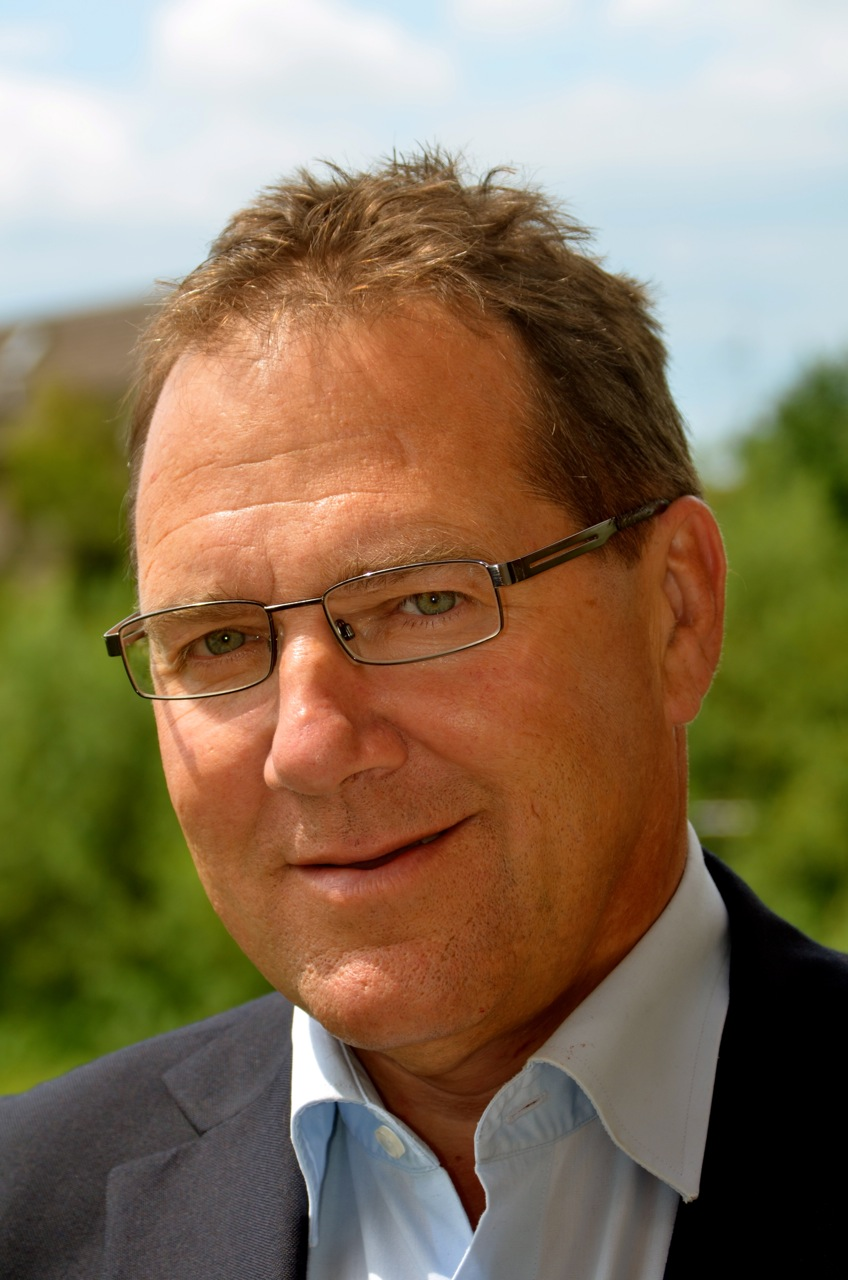
Gunter Schöbel (* 1959)

- Schöbel, Heinz (1913–1980), deutscher Sportfunktionär, Präsident des NOK der DDR und Mitglied des IOC
- Schöbel, Helfried (1927–2022), deutscher Regisseur, Dramaturg, Dozent, Autor und Intendant
- Schöbel, Kurt (1896–1966), deutscher Sportschütze
- Schöbel, Manuel (* 1960), deutscher Schriftsteller, Dramaturg und Regisseur
- Schöbel, Mats (* 1986), deutscher Eishockeyspieler
- Schobel, Oswald (1901–1980), österreichischer Politiker (ÖVP), Landtagsabgeordneter und Landesrat von Vorarlberg
- Schobel, Paul (* 1939), deutscher Priester, Journalist und Gründer der Betriebsseelsorge in Deutschland
- Schobel, Simon (* 1950), rumänisch-deutscher Handballspieler und deutscher Handballtrainer
- Schöbel, Udo (* 1961), deutscher Musiker, Songwriter, Musikproduzent und Cartoonist
- Schöbel, Wilhelm (1926–2011), deutscher Vertriebenenfunktionär
- Schöbel-Graß, Gisela (* 1926), deutsche Schwimmerin
- Schobelt, Paul (1838–1893), deutscher Historien- und Porträtmaler der Düsseldorfer Schule sowie Lehrer der Kunstschule in Breslau
- Schöbener, Burkhard (* 1961), deutscher Rechtswissenschaftler und Hochschullehrer
- Schober, Albin (1938–2020), österreichischer Landwirt und Politiker (SPÖ), Abgeordneter zum Nationalrat
- Schober, Andrea (* 1964), deutsche Schauspielerin
- Schober, Andreas, deutscher Skeletonsportler
- Schober, Anna (1847–1929), deutsche Schriftstellerin
- Schober, Anna (* 1966), österreichische Historikerin und Hochschullehrerin
- Schober, Anna Maria († 1728), deutsche Opern- und Konzertsängerin in der Stimmlage Sopran
- Schober, Arnold (1886–1959), deutscher Klassischer Archäologe
- Schober, Barbara (* 1958), deutsche Künstlerin und Online-Journalistin
- Schober, Barbara (* 1970), Psychologin und Bildungsforscherin
- Schober, Bernd (* 1965), deutscher Oboist
- Schober, Caspar (1504–1532), Rechtsgelehrter, Richter am Reichskammergericht, Hochschullehrer
- Schober, Daniela (* 1977), deutsche Schauspielerin
- Schober, Edgar (1926–2016), österreichischer Politiker (ÖVP) und Landwirtschaftslehrer
- Schober, Ernst Sigismund (1681–1749), königlicher Amtsadvokat, Kirchendeputierter und Rechtskonsulent des evangelischen Kirchenkollegiums, Lehensherr auf Bögendorf
- Schober, Frank-Michael (1951–2013), deutscher Politiker (DDR-CDU, CDU), MdL
- Schober, Franz von (1796–1882), österreichischer Dichter und LibrettistFranz von Schober (1796–1882)

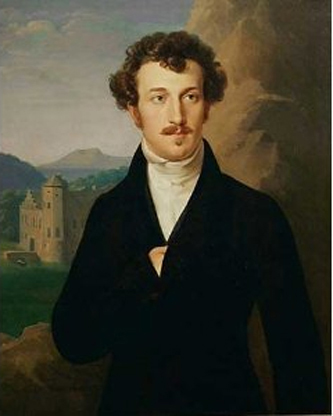
Franz von Schober (1796–1882)

- Schober, Friedrich (1904–1971), österreichischer Historiker
- Schober, Friedrich Maximilian (1848–1914), deutscher Politiker, MdL Sachsen
- Schober, Gottlob (1672–1739), deutscher Mediziner, Leibarzt des Großfürsten in Russland, Mitglied der Leopoldina
- Schober, Hans (1927–2006), österreichischer Politiker (SPÖ), Landtagsabgeordneter, Mitglied des Bundesrates
- Schober, Hans Josef (* 1944), österreichischer Astronom und Universitätsprofessor
- Schober, Hans-Christof (* 1955), deutscher Internist (Endokrinologie, Osteologie)
- Schober, Heiner (1927–2009), deutscher Fußballspieler
- Schober, Helmut (1947–2024), österreichischer Maler und Performance-Künstler
- Schober, Herbert (1905–1975), österreichisch-deutscher Physiker und Augenarzt
- Schober, Holger (* 1976), österreichischer Autor, Schauspieler und Regisseur
- Schober, Hugo Emil (1820–1882), deutscher Agrarwissenschaftler
- Schober, Ildefons (1849–1918), deutscher Benediktiner
- Schober, Ingeborg (1947–2010), deutsche Autorin, Übersetzerin und Musikjournalistin
- Schober, Jakob († 1632), lutherischer Geistlicher und Prediger, Schulmeister und Rektor, Stadtchronist, Archidiakon und böhmischer Exulant
- Schober, Johann (1874–1932), österreichischer Beamter, Politiker, Außenminister und BundeskanzlerJohann Schober (1874–1932)

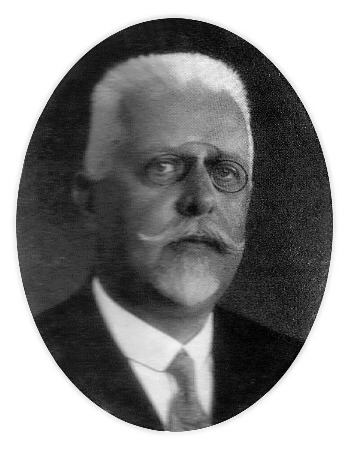
Johann Schober (1874–1932)

- Schober, Johann Baptist (1783–1850), österreichischer Ordenspriester, Abt des Stiftes Wilhering
- Schober, Johann Friedrich (1648–1731), Jurist und Syndikus des Ritterkantons Steigerwald
- Schober, Johann Gottlieb (1767–1840), deutscher evangelischer Geistlicher
- Schober, Johannes (1935–2016), deutscher Radrennfahrer
- Schober, Jürgen (* 1948), deutscher Kameramann und Produzent
- Schober, Karl (1898–1973), deutscher Politiker (SPD), Mitglied der Stadtverordnetenversammlung von Groß-Berlin
- Schober, Karl Herbert (1916–2000), österreichischer Jurist, Beamter und Diplomat
- Schober, Karl-Ludwig (1912–1999), deutscher Arzt
- Schober, Klaus (1937–2013), deutscher Unternehmer
- Schober, Konrad (* 1963), deutscher Verwaltungsbeamter, Regierungspräsident von Oberbayern
- Schober, Kurt (1917–2003), deutscher Volkswirt, Verleger und Politiker (CDU), MdB
- Schober, Ludwig (* 1949), deutscher Bibliothekar und Lokalhistoriker
- Schober, Lukas (* 2004), deutscher Kugelstoßer
- Schober, Manfred (* 1941), deutscher Heimatforscher
- Schober, Marco (* 1985), österreichischer Fußballspieler
- Schober, Marcus (* 1980), österreichischer Politiker (SPÖ), Landtagsabgeordneter und Gemeinderat
- Schober, Mark (* 1972), deutscher Sportfunktionär
- Schober, Mathias (* 1976), deutscher FußballtorwartMathias Schober (* 1976)

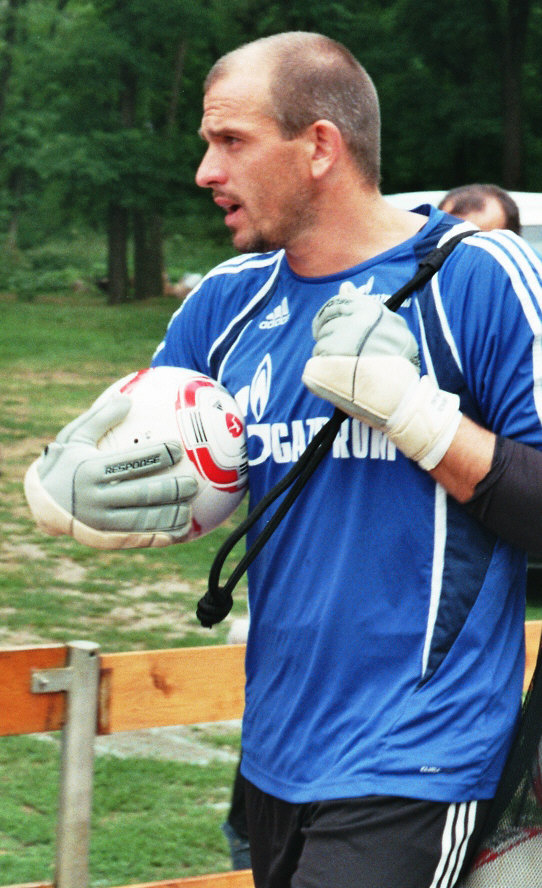
Mathias Schober (* 1976)

- Schober, Matthias († 1604), Abt des Klosters Sankt Mang
- Schober, Melanie (* 1985), österreichische Comiczeichnerin
- Schober, Michael (1918–1940), deutscher Kletterer und Bergsteiger
- Schober, Michael (* 1966), deutscher Illustrator und Autor
- Schober, Michaela (* 1980), deutsche Sängerin (Sopran), Musicaldarstellerin und VokalpädagoginMichaela Schober (* 1980)

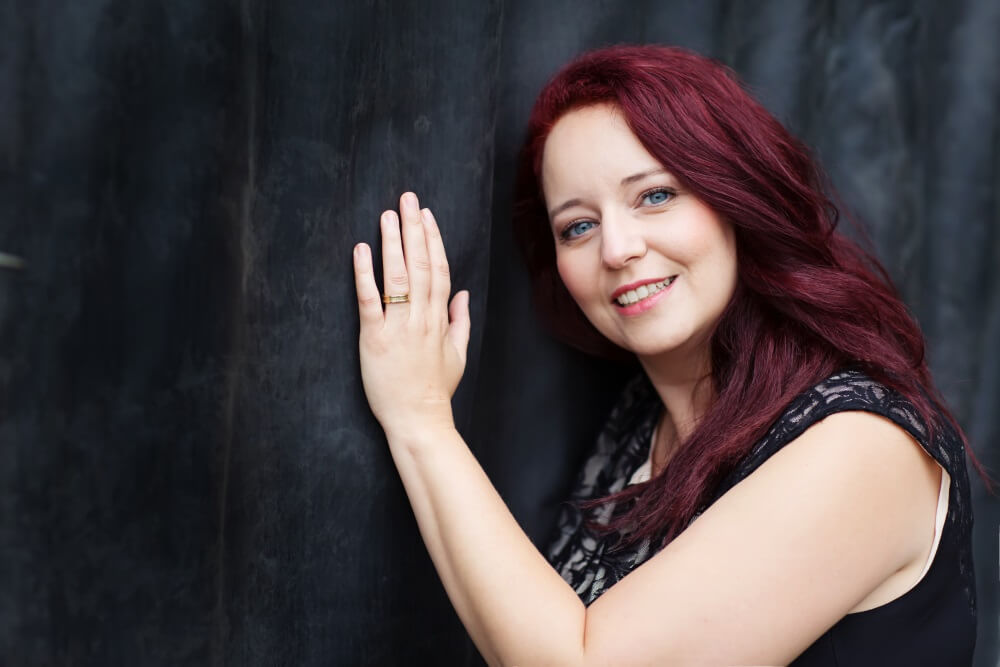
Michaela Schober (* 1980)

- Schober, Otmar (* 1948), deutscher Nuklearmediziner und Hochschullehrer
- Schober, Otto (1935–2010), deutscher Sprachwissenschaftler, Pädagoge und Didaktiker
- Schober, Paul (1865–1943), deutscher Rheumatologe
- Schöber, Peter (* 1970), österreichischer Geschäftsführer des Fernsehsenders ORF III
- Schober, Peter Jakob (1897–1983), deutscher Maler des Expressiven Realismus
- Schober, Regina (* 1980), deutsche Amerikanistin
- Schober, Reinhard (1906–1998), deutscher Forstwissenschaftler
- Schober, Rita (1918–2012), deutsche Romanistin und Literaturwissenschaftlerin
- Schober, Robert (* 1971), deutscher Elektroingenieur für Nachrichtentechnik
- Schober, Ronald (* 1974), deutscher Schauspieler, Autor und Regisseur
- Schober, Rudolf (* 1946), österreichischer Politiker (SPÖ), Abgeordneter zum Kärntner Landtag
- Schöber, Sonja (* 1985), deutsche Schwimmerin
- Schober, Sophia (* 1992), deutsche Schauspielerin
- Schober, Theodor (1918–2010), deutscher Pfarrer und Sozialpolitiker
- Schober, Theodor (1928–2023), deutscher Basketballtrainer
- Schober, Walter (* 1961), deutscher Wirtschaftswissenschaftler und Hochschullehrer
- Schober, Willi (* 1913), deutscher Fußballtrainer
- Schober, Wolfgang (* 1989), österreichischer Fußballtorwart
- Schober-Awecker, Hertha (1922–1989), österreichische Historikerin
- Schöberl, Alfons (1903–1994), deutscher Chemiker
- Schöberl, Franz (1845–1908), österreichisch-deutscher Architekt des Historismus
- Schöberl, Franz (1895–1977), österreichischer Politiker (ÖVP), Landtagsabgeordneter
- Schöberl, Joachim (1940–2016), deutscher Germanist und Hochschullehrer
- Schöberl, Marinus (1985–2002), deutsches Opfer rechtsextremer Gewalt
- Schöberl, Tilmann (* 1964), deutscher Hörfunk- und Fernsehmoderator
- Schoberlechner, Franz (1797–1843), österreichischer Pianist und Komponist
- Schöberlein, Ludwig (1813–1881), deutscher lutherischer Theologe
- Schöberlein, Richard (1883–1945), deutscher Politiker (USPD), MdL
- Schoberová, Olga (* 1943), tschechische Schauspielerin
- Schobert, Alfred (1963–2006), deutscher Sozialwissenschaftler und Publizist
- Schobert, Eugen Ritter von (1883–1941), deutscher Generaloberst im Zweiten Weltkrieg
- Schobert, Hedwig (1857–1919), deutsche Schriftstellerin
- Schobert, Joe (* 1993), US-amerikanischer American-Football-Spieler
- Schobert, Johann († 1767), deutscher Komponist, Pianist und Cembalist
- Schobert, Max (1904–1948), deutscher Schutzhaftlagerführer im KZ Buchenwald
- Schobert, Michael (1821–1881), deutscher Politiker
- Schobert, Walter (* 1943), deutscher Museumsleiter und Autor
- Schobert, Wittich (* 1970), deutscher Politiker (CDU)
- Schoberth, Gerhard (* 1961), deutscher Boxer
- Schoberth, Hanns (1922–1996), deutscher Sportmediziner
- Schoberth, Johann (1922–1988), deutscher SS-Unterscharführer; Lagerpersonal in Auschwitz
- Schoberth, Max († 1923), bayerischer Polizist
- Schoberth, Wolfgang (* 1958), deutscher Theologe
- Schobesberger, Christoph (1954–2025), deutsch-österreichischer Schauspieler und SängerChristoph Schobesberger (1954–2025)

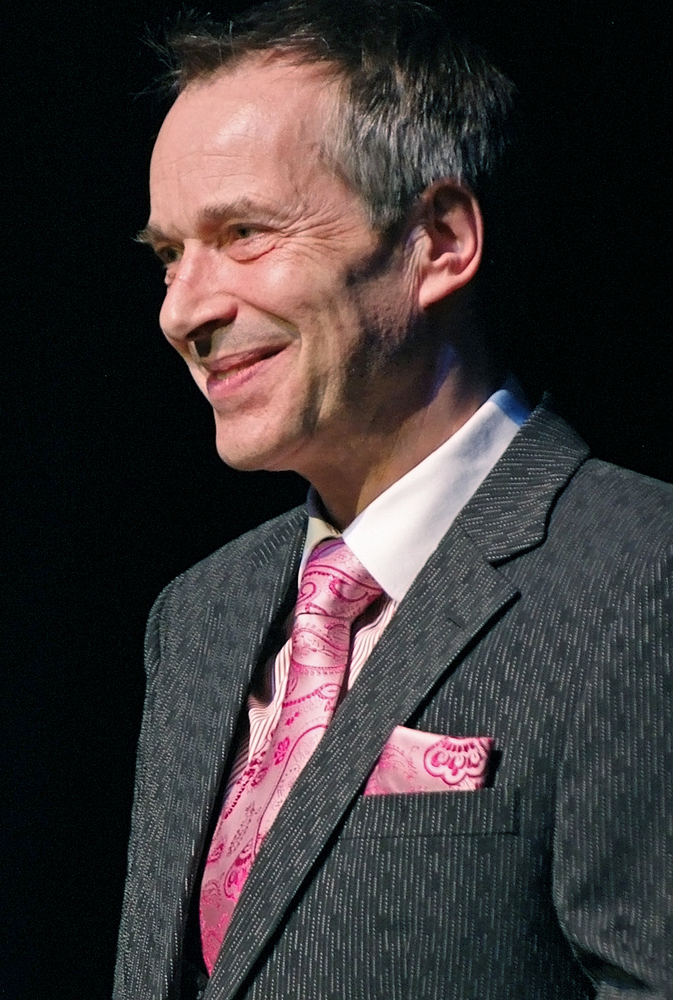
Christoph Schobesberger (1954–2025)

- Schobesberger, Lukas (* 1997), österreichischer Politiker (NEOS – Das Neue Österreich)
- Schobesberger, Philipp (* 1993), österreichischer Fußballspieler

### Schobi
- Schöbi, Felix (* 1958), Schweizer Jurist und Bundesrichter
- Schöbi-Fink, Barbara (* 1961), österreichische Politikerin (ÖVP), Landesrätin der Vorarlberger LandesregierungBarbara Schöbi-Fink (* 1961)

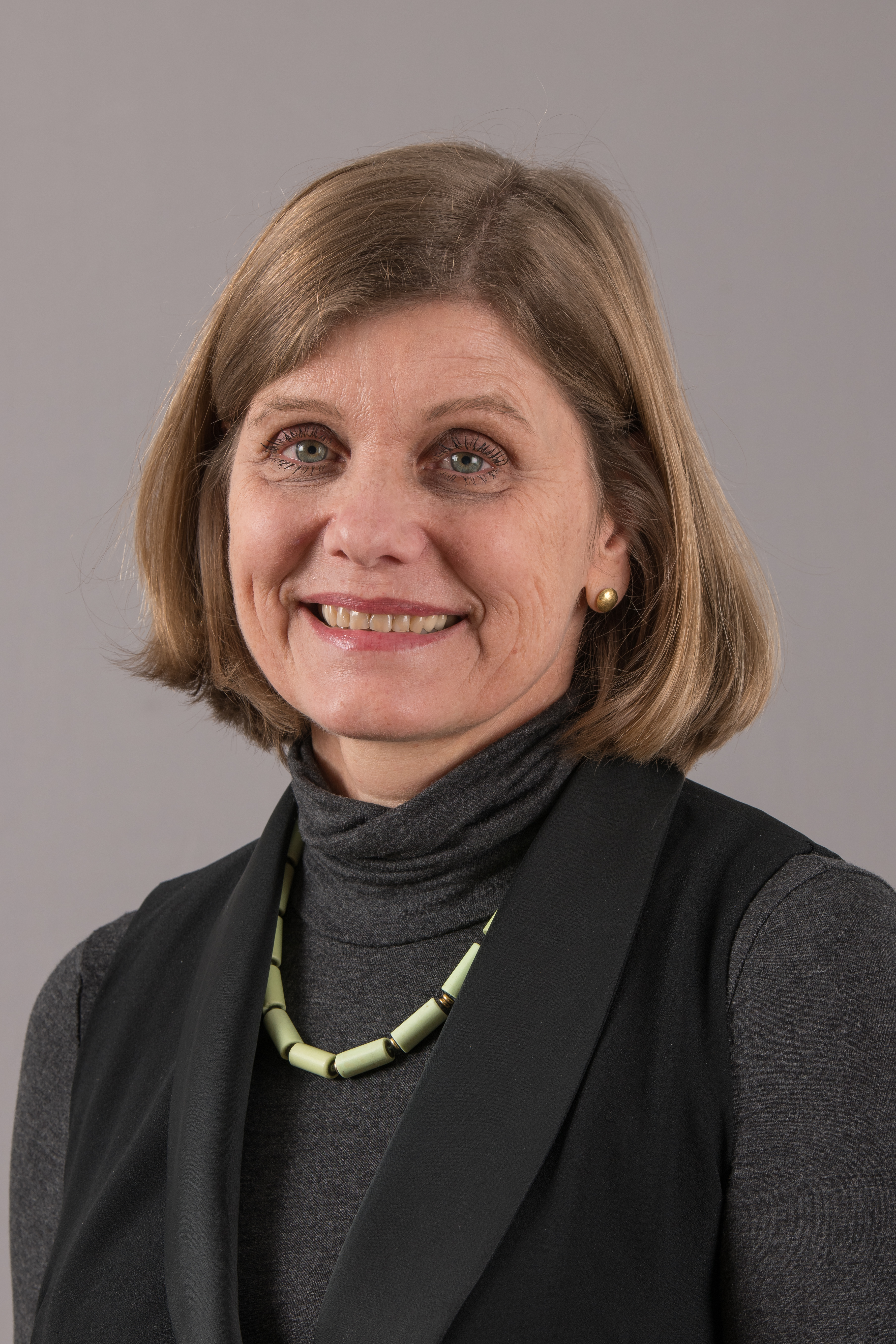
Barbara Schöbi-Fink (* 1961)

- Schobinger, Bartholomäus (1500–1585), Schweizer Kaufmann und Alchemist
- Schobinger, Bernhard (* 1946), Schweizer Goldschmied, Objektkünstler und Plastiker
- Schöbinger, Florian (* 1986), deutscher Handballspieler
- Schobinger, Gerhard (1725–1794), österreichischer Geistlicher
- Schobinger, Josef Anton (1849–1911), Schweizer Politiker
- Schobinger, Leo (1897–1985), deutscher Maler, Grafiker und Kunstpädagoge
- Schobinger, Sebastian (1579–1652), Schweizer Bürgermeister
- Schobinger, Viktor (* 1934), Schweizer Mundartschriftsteller und Verfasser

### Schobl
- Schobloch, Anton (1835–1900), österreichischer Unternehmer
- Schoblocher, Stefan (1937–2020), ungarndeutscher Schriftsteller
- Schöblom, Svante (* 1942), schwedischer Möbeldesigner

### Schobu
- Schobuchowa, Lilija Bulatowna (* 1977), russische Langstreckenläuferin